# Прокіп Трощинський
Прокіп Андрійович Трощинський (д/н–бл. 1757) — український державний діяч часів Гетьманщини.

## Життєпис
Походив з козацько-старшинського роду Трощинських. Онук Степана Трощинського, гадяцького полковника, і син Андрія Трощинського, бунчукового товариша. Дата народження невідома.
У 1727 році розпочав службу у Миргородській полковій канцелярії. 1740 року отримав універсал на титул значкового товариша. У 1741 році стає військовим товаришем Миргородського полку.
У 1754 році скуповував хати у козаків Яресківської сотні. Разом зі стриєчним братом Мартином мав один двір у цій сотні. Водночас обіймав посаду полкового зборщика винокурених і питних податків. Помер близько 1757 року.

## Родина
- син Дмитро (1749—1829) — український аристократ козацького стану, державний діяч України. Меценат української культури. Маршалок шляхти Полтавської губернії.